# 自由社会を守る国民会議
自由社会を守る国民会議（じゆうしゃかいをまもるこくみんかいぎ）とは、日本の政治団体。自由民主党の党友組織。略称は自由国民会議。

## 概要
1977年7月、立場上党員になりにくい学者や文化人の自民党に対する支持拡大を図る一環として設立された。規約では「自由主義と保守主義の理念を基調とし、これを創造的に発展しつつ、自由社会を守るため、自由民主党の改革と再生を強力に支援する」ことを目的に掲げている。設立当初は政治資金団体として自民党への政治献金を取りまとめていた国民政治協会との間で、個人会員の獲得を巡る摩擦が生じたという。
作曲家の黛敏郎が中川一郎国民運動本部長（当時）を通じて福田赳夫総理（当時）からの要請を受けて初代代表に就任。1997年に黛が死去すると細田吉蔵元運輸大臣（1997年 - 2007年）・塩川正十郎元財務大臣（2007年 - 2015年）が死去まで代表を務め、2015年より臼井日出男元法務大臣が代表を務めている。
年会費は一口1万円で原則として個人のみ入会が認められる。会員は交通傷害見舞金制度やレンタカー・ホテル代金等の各種割引サービスを受けることができるほか、過去2年間連続して会費を納めている会員には自由民主党総裁選挙の投票権が与えられる。なお自民党員が会員を兼ねることもできる。
近年の会費納入額はおおむね1億円前後（約1万口）で推移しており、これに自民党本部からの寄付金約4000万円を加えた上で、約1億円を国民政治協会に、残額を自民党都道府県連と自民党を支持する業界団体・政治連盟などに分配している。党外の団体ではNTTのOB団体「21テレコム会議」、JRのOB団体「ときわ会」、日本看護連盟後援会への寄付金額が比較的大きい。

## 会費納入額・献金先
政治資金収支報告書によると、2010年から2012年までの会費納入額および献金先は以下の通りである。
| 年     | 年                       | 2010年        | 2011年        | 2012年        |
| ------ | ------------------------ | ------------- | ------------- | ------------- |
| 収入   | 会費納入額               | 124,190,000円 | 104,360,000円 | 105,940,000円 |
| 収入   | 自民党本部からの寄付金額 | 45,584,000円  | 38,204,000円  | 39,296,000円  |
| 献金先 | 国民政治協会             | 121,345,590円 | 101,956,118円 | 103,504,106円 |
| 献金先 | 都道府県連その他の団体   | 45,576,000円  | 38,200,000円  | 39,296,000円  |

残額は交通傷害見舞金の積立金に充てられている。

## 会派としての自由国民会議
かつては無所属の国会議員が自民党と統一会派を組む場合に、会派名を「自由民主党・自由国民会議」とするケースがしばしば見られた。これは当該議員が自民党員ではなく自由国民会議会員の身分であったためである。
こうした無所属議員の代表例としては田原隆・中村力（以上衆議院議員）・馳浩・林健太郎（以上参議院議員）などが挙げられる。このうち田原と馳は早期に自民党に入党し追加公認を受けたが、中村と林は任期満了まで入党しないまま自由国民会議の所属であり続けた。なお林は1983年に行われた第13回参院選の比例区で自民党の名簿第2位に登載されており、非党員が公認を受けた珍しい事例となった。
近年は無所属議員と統一会派を組む場合でも会派名を「自由民主党・無所属の会」とすることが多く、参議院で2000年1月14日から4月5日にかけて使用されたのを最後に、「自由民主党・自由国民会議」の会派名は姿を消している。